# Chancelaria-Mor
A Chancelaria-Mor da Corte e Reino foi uma repartição pública portuguesa. Teve como antecessor a Chancelaria Régia. O chanceler-mor era tido "como o segundo ofício de nossa casa", subordinado ao "Regedor e Governador da Casa da Justiça da Corte de El-Rei", assim descrito nas Ordenações Afonsinas de 1446. Era visto como "um mediador entre o rei e os homens, da mesma forma que o capelão se encontrava entre o monarca e Deus".
O Instituto dos Arquivos Nacionais da Torre do Tombo detalha a história administrativa e as atribuições da Chancelaria-Mor e do seu titular, o chanceler-mor, o principal chanceler do Reino; que encontra-se consignado nos códigos legislativos, nomeadamente nas ordenações: Afonsinas, Manuelinas, nas Leis Extravagantes e, nas Filipinas.
As Ordenações Manuelinas, publicadas em 1514, mencionam o chanceler-mor como sendo o segundo ofício da Casa da Suplicação. Estavam acumuladas no cargo de chanceler-mor, segundo as Ordenações Afonsinas, as funções de "ofício de Puridade" ou, segundo as Ordenações Manuelinas, "de grande confiança".
Por regimentos simultâneos de 10 de Outubro de 1534, ficaram definitivamente apartados os cargos de chanceler-mor (com o Regimento do Chanceler-Mor) e de chanceler da Casa da Suplicação (com o Regimento do Chanceler da Casa da Suplicação).
Competia ao chanceler-mor, segundo as Ordenações Filipinas, examinar os despachos, decisões ou sentenças emanados do rei, desembargadores do Paço, vedores e conselheiros da Fazenda, provedor-mor das Obras Reais e restantes oficiais-mores da Casa Real. Por seu exame passariam, mais tarde, as provisões e sentenças de todos as juntas e conselhos régios, formados posteriormente à entrada em vigor das Ordenações Filipinas, e que não dispusessem de chancelaria própria, como a Junta dos Três Estados, o Conselho de Guerra, o Conselho Ultramarino, a Junta do Tabaco e outras instituições entretanto criadas. Tal não sucedia com a Mesa da Consciência e Ordens, Casa das Rainhas, Casa do Infantado e Casa de Bragança, que dispunham de chancelaria própria.

## Funções
O exame se destinava a impedir que as decisões contrariassem as Ordenações ou o Direito. Caso se verificasse a colisão de alguma carta contra o direito vigente, o chanceler-mor não a mandaria selar e redigiria sobre ela a sua "glosa" ou parecer negativo, posteriormente julgada em Mesa pelo chanceler e desembargadores do Paço, sendo imediatamente anulado o diploma em causa.
Se nada de ilegal estivesse contido no diploma, o chanceler-mor mandá-lo-ia selar com o selo régio e faria com que fosse entregue às partes interessadas, que o levantariam, mediante o pagamento de certos direitos.
Outra função cometida ao chanceler-mor era a da publicitação das leis: estas eram registadas e anunciadas no próprio dia da sua emissão, enviando-se o respectivo traslado, com o sinal do chanceler-mor e selo régio, aos corregedores das comarcas, passando as mesmas leis a vigorar plenamente três meses depois da respectiva publicação na Chancelaria-Mor.
Competia ao chanceler-mor fazer registar os actos públicos de especial relevância, receber o juramento dos mais altos funcionários do Estado, entre os quais o de condestável, de regedor da Casa da Suplicação, de vedores da Fazenda, de almirantes e de marechal, de bem e fielmente cumprirem seus ofícios, e julgar possíveis ilegalidades ("suspeições") cometidas por desembargadores do Paço, vedores e conselheiros da Fazenda, conselheiros Ultramarinos, e ainda de outros funcionários.
Por costume, desde o século XVI, era chanceler-mor do Reino o mais antigo desembargador do Paço. Em 1589, ao dia 16 de Janeiro a Chancelaria-Mor da Corte e Reino foi dado Regimento.
Era repartição responsável por uma considerável fonte de receita, uma vez que a passagem e autenticação das cartas pela Chancelaria-Mor obrigava ao pagamento de direitos. O Regimento da Chancelaria-Mor da Corte e Reino especifica que as partes interessadas haviam de pagar determinados direitos pelas cartas de dignidades e ofícios, pelas cartas de doações, tenças e outras mercês, pelas cartas de padrão, pelas cartas de confirmação, por sucessão em bens da Coroa, por cartas de privilégios e liberdades, e, ainda, os direitos de mercês e doações (proporcionais aos valores doados) e os direitos das cartas de justiça (cartas de citação, cartas testemunháveis, cartas de inquirição, ou de exame).
Finalmente, as partes condenadas pagavam a dízima das sentenças que passassem pela Chancelaria-Mor da Corte e Reino. Registe-se que o pagamento da dízima das sentenças condenatórias se estendia a todos os tribunais em que as mesmas fossem proferidas.
Na designação de Chancelaria-Mor da Corte e Reino está presente o primitivo sentido de Chancelaria da Corte do Rei e, por consequência, da mais alta chancelaria do Reino. A permanência da expressão Corte gerará, nos séculos XVII e XVIII, ambiguidades relativamente à Chancelaria da Casa da Suplicação, nesse período entendida também como Chancelaria da Corte, fazendo notar José Anastácio de Figueiredo, já em 1790, e a propósito de uma Ordenação de Dom Sebastião, de 2 de Janeiro de 1560, na qual por Chancelaria da Corte se deveria entender a Chancelaria-Mor, por oposição à Chancelaria da Casa da Suplicação. No entanto, na época de José Anastácio de Figueiredo, por Chancelaria da Corte estava implícita a referência imediata à Chancelaria da Casa da Suplicação.

## Extinção
A Chancelaria-Mor do Reino (como aparece referida na legislação de extinção) foi extinta por Decreto de 19 de Agosto de 1833, ficando o Governo responsável pela publicitação das leis, por meio de um periódico oficial, entregando-se às respectivas autoridades as atribuições judiciárias exercidas pelo chanceler-mor e continuando-se a cobrar os direitos novos e velhos da Chancelaria-Mor no Tesouro Público, numa Mesa dos Direitos novos e velhos, recém criada, denominados da Chancelaria (por "velhos direitos", entendia-se o valor que os agraciados com mercês deviam pagar, segundo proporção estabelecida no Regimento da Chancelaria-Mor da Corte e Reino, dado em 16 de Janeiro de 1589; por "novos direitos" entendia-se o valor que os agraciados com mercês deviam pagar, segundo cálculo estabelecido no Regimento dos Novos Direitos, dado em 11 de Abril de 1661).

## Equivalentes ibéricos
O cargo de Chanceler-Mor teria paralelo noutros reinos ibéricos:

### Reino de Aragão
- Chanceler da Coroa d'Aragão (no aragonês original, Canceller d'a Corona d'Aragón). Durou do século XIII a inícios do século XVI, abolido pouco após a unificação de Aragão com a Coroa de Leão e Castela.[4]

### Reino de Castela
(continuando após a unificação no estado de Espanha)
- Chanceler-mor d'el Rei (em castelhano, Canciller mayor del rey) - Era um alto posto sem escopo especificado, criado por Afonso X.[5][6]
- Afonso X terá criado também três postos semelhantes, mas alocados à administração de vários reinos, Castela, Leão e Andaluzia (canciller mayor de Castilla, canciller mayor de León, e canciller mayor de Andalucía).[6] No entanto, outras fontes dizem que o posto de Chanceler-mor de Castela teria sido criado sim por Afonso VIII em 1206.[7]

### Império Espanhol
- Chanceler-mor das Índias, ou Grão-chanceler das Índias (em castelhano, Canciller mayor de Indias, ou Gran canciller de las Indias) - Integrante do Conselho das Índias.[8][9] Algo equivalente ao chanceler-mor português tal como enquanto integrante do Conselho de Portugal, corpo administrativo filipino.[10]